# Valter Cancelarul
Valter (cunoscut și ca Galterius cancellarius, forma latinizată a numelui francez Gautier) a fost un cruciat francez sau normand și scriitor din secolul al XII-lea.
În anii cât a servit drept cancelar al Principatului de Antiohia, el a scris Bella Antiochena (Războiul din Antiohia), o cronică referitoare la istoria principatului în intervalul 1114-1122, cu accent pe perioada domniei lui Roger de Salerno. Valter a fost în mod cert prezent la bătălia de la Ager Sanguinis din 1119, în care Roger a fost înfrânt și ucis de către musulmanii conduși de Ilghazi, iar Valter a fost probabil luat prizonier și a rămas, pentru scurtă vreme, captiv în Alep.
Nu se mai cunoaște nimic altceva despre persoana sa. Chiar și locul său de origine rămâne necunoscut. Pe baza "galicismelor" din latina folosită în cronica sa, unii cercetători cred că ar fi fost francez la origine, în vreme ce alții, ținând seamă de faptul că se afla în tabăra normandului Roger de Salerno, consideră că era și el normand. Textul însuși al cronicii nu oferă însă niciun indiciu asupra autorului.
Cronica Bella Antiochena a fost scrisă în două părți, prima cândva înainte de bătălia de la Ager Sanguinis din 1119, iar cea de a doua, probabil, în jurul anului 1122. Cronica lui Valter a servit drept sursă pentru cronicarul Guillaume de Tyr din a doua parte a secolului al XII-lea.

## Republicări moderne
- Galterius Cancellanus. Bella antiochena, ed. H. Hagenmeyer. Innsbruck, 1896.